# Verdachtskündigung
Der Arbeitgeber spricht gegenüber seinem Arbeitnehmer eine Verdachtskündigung aus, wenn er den Verdacht hat, dieser könne eine strafbare Handlung oder eine schwerwiegende Pflichtverletzung begangen haben.

## Deutschland

### Rechtslage
Die Verdachtskündigung bildet nach der ständigen Rechtsprechung des Bundesarbeitsgerichts (BAG) einen wichtigen Grund zur außerordentlichen Kündigung nach § 626 BGB. Eine Verdachtskündigung ist, so das Bundesarbeitsgericht, „dann zulässig, wenn sich starke Verdachtsmomente auf objektive Tatsachen gründen und die Verdachtsmomente geeignet sind, das für die Fortsetzung des Arbeitsverhältnisses erforderliche Vertrauen zu zerstören“. Weiterhin muss der Arbeitgeber alle zumutbaren Anstrengungen unternommen haben, um den Sachverhalt aufzuklären. Insbesondere muss er dem Arbeitnehmer Gelegenheit gegeben haben, Stellung zu nehmen.
Stellt sich später die Unschuld des gekündigten Arbeitnehmers heraus, so steht diesem grundsätzlich ein Wiedereinstellungsanspruch zu.

### Voraussetzungen
Erforderlich für die Wirksamkeit einer Verdachtskündigung sind:
- der Verdacht eines schweren Fehlverhaltens des Arbeitnehmers,
- der sich auf objektive Umstände stützt und
- überwiegend wahrscheinlich erscheint.
- Das mutmaßliche Fehlverhalten muss gewichtig genug für eine verhaltensbedingte Kündigung sein.
- Der Verdacht muss geeignet sein, das erforderliche Vertrauen zur Fortsetzung des Arbeitsverhältnisses zu erschüttern und
- der Arbeitgeber muss alle zumutbaren Schritte zur Aufklärung des Sachverhalts unternommen haben.

### Entwicklung der Rechtsprechung zur Zulässigkeit der Verdachtskündigung
Bereits das Reichsarbeitsgericht (RAG) hatte die Zulässigkeit der Verdachtskündigung unter bestimmten Voraussetzungen bestätigt. 1934 bestätigte das RAG ein Urteil des Landesarbeitsgericht Köln gegen einen Verkaufsleiter, der wiederholt Zahlungen von Kunden erhalten, aber nicht an den Arbeitgeber weitergeleitet hatte. Da der Einwand, die Buchführung der Abteilung (die der Beklagte leitete) sei mangelhaft, die Aufklärung des Sachverhalts verhinderte, entschied das RAG, eine fristlose Kündigung auf bloßen Verdacht sei nicht zulässig. Würde der Verdacht jedoch „in durchaus glaubwürdiger Weise“ untermauert, sei das Vertrauen des Arbeitgebers so erschüttert, dass eine Fortsetzung des Arbeitsverhältnisses nicht zumutbar sei.
Selbst kurzfristige Kündigungsfristen müssen nach Ansicht des RAG nicht eingehalten werden. 1939 entschied das RAG, dass eine fristlose Verdachtskündigung auch bei einer eintägigen Kündigungsfrist zulässig sein kann. Im entschiedenen Fall arbeitete der Arbeitnehmer als Einzahler beim Totalisator auf der Rennbahn und hatte eine Kündigungsfrist von einem Tag. Der Verdacht auf Manipulation bei den Pferdewetten rechtfertigte die fristlose Kündigung.
1955 setzte das Bundesarbeitsgericht die Rechtsprechung des RAG in Sachen Verdachtskündigung fort. Auch bei einem Freispruch im Strafprozess sei eine Verdachtskündigung zulässig. Im betreffenden Fall stand der Beklagte unter dem Verdacht über eine Brandstiftung Versicherungsbetrug begangen zu haben. Im Strafverfahren stellte das Gericht zwar einen dringenden Verdacht fest, hielt die Schuld aber nicht für bewiesen. Der Arbeitgeber (eine Sparkasse) kündigte daraufhin fristlos und behielt vor dem BAG Recht.
Nach Rechtsprechung des BAG muss der Arbeitnehmer den Verdacht nicht selbst verschulden, der zur Verdachtskündigung führt.
Mit Urteil vom 12. August 1999 stellte das BAG klar, dass auch ein geringer Schaden zur Verdachtskündigung berechtige, sofern der Verdacht geeignet ist, das Vertrauen zu zerstören. Im betreffenden Fall ging es um einen ICE-Steward, der ein Schinkenbrötchen verkauft und den Erlös in die eigene Tasche vereinnahmt hatte.

### Entwicklung der Rechtsprechung zum Recht der Wiedereinstellung
1956 postuliert der Bundesgerichtshof (BGH), dass es einen Anspruch des Arbeitnehmers auf Wiedereinstellung gibt, wenn der Verdacht ausgeräumt wird. Auch regelt der BGH, dass nicht jeder Verdacht für eine Kündigung ausreicht. Der Verdacht muss auf Tatsachen gegründet und so schwerwiegend sein, dass ein vernünftiger Arbeitgeber daraus Misstrauen gegen den Mitarbeiter schöpfen kann. Das Vertrauen muss derart erschüttert sein, dass eine Fortsetzung des Arbeitsverhältnisses nach Treu und Glauben nicht mehr zumutbar sei.

### Rechtsempfinden
Die Rechtslage der Verdachtskündigung widerspricht in manchen Fällen dem Rechtsempfinden vieler Menschen. Vielen Bürgern ist die Unschuldsvermutung aus dem Strafrecht bekannt. Diese ist nach der Rechtsprechung des BAG nicht auf die Verdachtskündigung zu übertragen. 1994 prüfte das BAG die Übereinstimmung seiner Rechtsprechung mit Art. 6 Abs. 2 EMRK sowie Art. 12 und Art. 20 GG und kam zu dem Ergebnis, dass eine Anwendung der Unschuldsvermutung im Privatrecht dazu führen würde, dass der Arbeitgeber bis zu einer strafrechtlichen Verurteilung keine Sanktionsmöglichkeiten habe. Diese Grundrechte würden aber für Arbeitgeber und Arbeitnehmer gelten. Eine Abwägung beider Seiten führt zu dem Ergebnis, ein Verbot der Verdachtskündigung sei unangemessen.
In der Öffentlichkeit wird dies teilweise anders wahrgenommen. Ein Beispiel ist die öffentliche Debatte der am 21. Februar 2009 vom Landesarbeitsgericht Berlin in zweiter Instanz gemäß der fortlaufenden Rechtsprechung des BAG zu Gunsten von Kaiser’s Tengelmann entschiedene Fall Emmely. Wolfgang Thierse kritisierte das Urteil des Landesarbeitsgerichtes Berlin-Brandenburg als „barbarisch“. Es verletze das Gerechtigkeitsempfinden und das Vertrauen in die Demokratie. Durch den Fall ist das Prinzip der Kündigung auf Verdacht insgesamt in die Kritik gekommen, auch weil Kritiker einen Zusammenhang mit arbeitsrechtlichen Angeboten im Internet sehen, die anbieten, mittels Verdachtskündigung Arbeitnehmer zu kündigen, die auf andere Weise dem Arbeitgeber unliebsam geworden waren. Das Bundesarbeitsgericht erklärte die Kündigung im Fall Emmely am 10. Juni 2010 für unverhältnismäßig.